# GL06P
GL06P (じーえるぜろろくぴー) は、華為技術日本によって開発された、イー・アクセスによるLong Term Evolution（LTE）通信サービスEMOBILE LTEに対応したモバイルWi-Fiルータ端末である。EMOBILE G4の他、UE Category4にも対応する。

## 概要
GL04Pの後継機である。
UE Category 4対応のため、2018年2月以降は、エリアが対応でき次第順次、下り最大112.5Mbpsでの通信に対応できる予定(スペック上は、下り最大150Mbpsの通信は可能だが、旧・ワイモバイルは、1800MHz帯は15MHz幅×2しか割当されていないため、下り最大112.5Mbpsとなる)。
SIMフリー機であるため、BandIII(ドコモ、楽天、Softbank)LTE, BandI/IX 3G 等での利用が可能

## 歴史
- 2013年2月28日 -  発売開始